# マロラクティック発酵

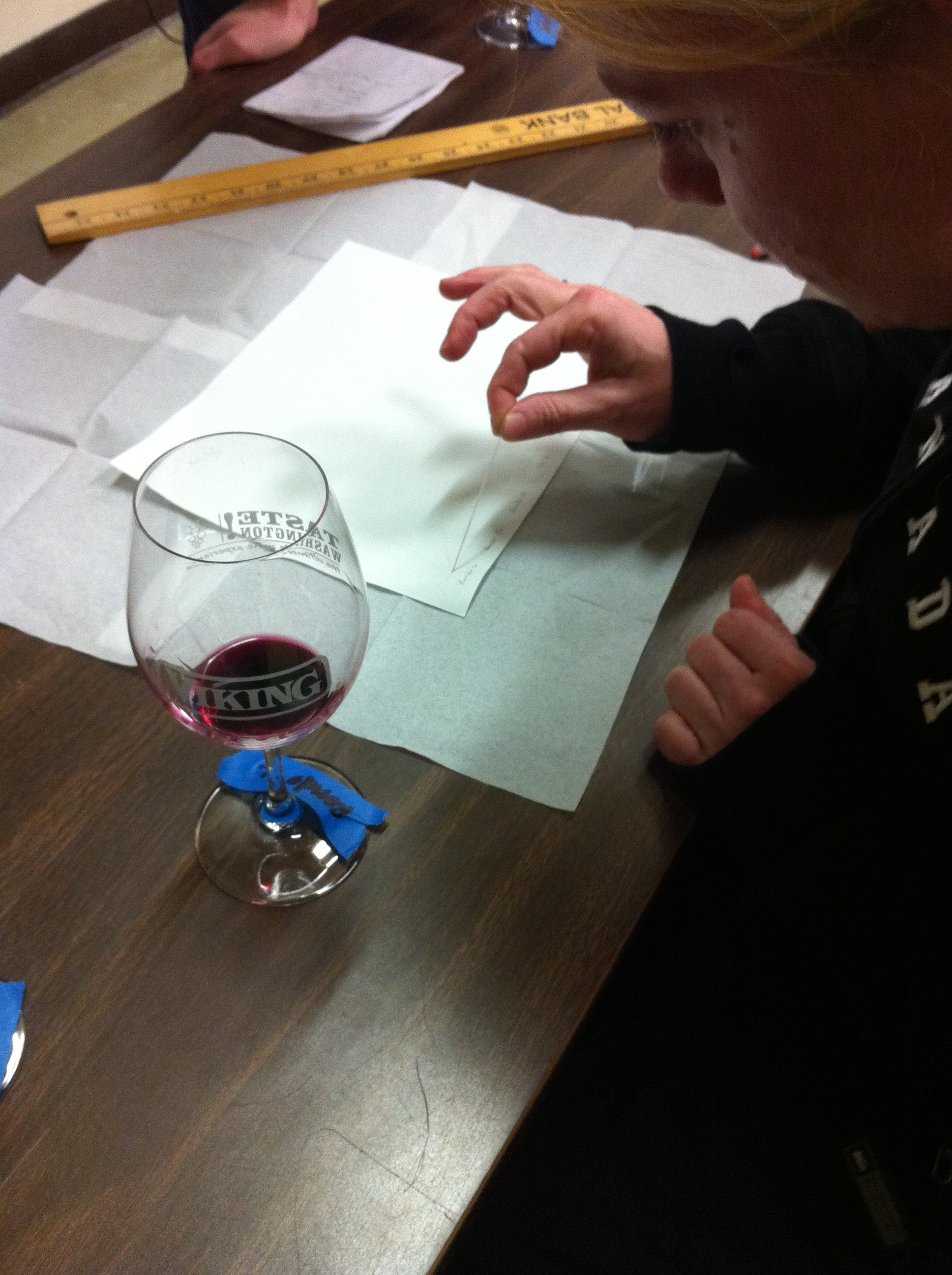
醸造家がペーパークロマトグラフィーによってワインのマロラクティック発酵が完了しているかをテストしている。

マロラクティック発酵（マロラクティックはっこう、英：malolactic conversion/ malolactic fermentation, MLF）は、ワイン醸造の過程において、ブドウ果汁に元々含まれ鋭い酸味を持つリンゴ酸を、より柔和な酸味の乳酸に変換することである。マロラクティック発酵は酵母による主たる発酵過程（アルコール発酵）が終わった後、2次的な発酵として行われることがほとんどであるが、稀に同時に行われることもある。この工程は赤ワインで一般的に用いられるほか、シャルドネなどいくつかの白ワイン用品種に対しても多用され、反応の副生成物であるジアセチルによるバターのような香りを生み出す。
マロラクティック発酵に用いられる菌としては、乳酸菌の一種であるオエノコッカス・オエニやラクトバシラス属 ・ペディオコッカス属のうちのいくつかの種である。化学的にはマロラクティック反応は脱炭酸、すなわち二酸化炭素が遊離する反応である。
これらの細菌の最も重要な働きは、L-リンゴ酸をL-(+)-乳酸に変換することである。なお、L-リンゴ酸とL-(+)-乳酸の2種がワイン中に存在するブドウ由来の酸として主要なものである。この反応は自然にも起こりうるが、商業的なワイン生産においてはマロラクティック発酵は望ましい菌種（多くはオエノコッカス・オエニ）を用いて意図的に引き起こす。これにより、不適切な菌の汚染によるオフ・フレーバーの発生を防ぐことができる。逆に、ワイン生産時にマロラクティック発酵が望ましくないと判断されれば用いない選択肢をとることもできる。例えばリースリングやゲヴュルツトラミネールのようなフルーティーでフローラルな香りのある白ワインでは、出来上がりにはっきりした酸味を残すためにマロラクティック発酵を用いないことも多い。
マロラクティック発酵を経たワインは、丸みがありふくよかな口当たりになる傾向がある。リンゴ酸は青リンゴに例えられるような酸味があるのに対し、乳酸にはバターのようなふくよかさがある。寒冷地で栽培されるブドウは酸味が強いことが多く、それはリンゴ酸を豊富に含むためである。マロラクティック反応は概してワインのボディと香りを高め、ワインに柔らかな味わいを与える。また多くのワイン生産者は、樽熟成時にマロラクティック発酵を起こすことにより、フルーティーさとオーク樽の香りをよく調和させることができると考えている。
マロラクティック発酵中のワインは細菌の存在のため濁っており、生成物であるジアセチルに由来するバター風味のポップコーンに似た香りがすることもある。瓶内でのマロラクティック発酵は一般に劣化の一種とみなされるが、これは二酸化炭素が継続的に発生するため発酵が続いていると消費者に認識されるためである。とはいえ、ポルトガルのヴィーニョ・ヴェルデにおいてはわずかな発泡はむしろ好ましいものととらえられており、瓶内でのマロラクティック発酵により濁りと澱が生じるのに対応するためわざわざ不透明な瓶を用いていたこともある。今日では、多くのヴィーニョ・ヴェルデの生産者はこのような手法をとらず、マロラクティック発酵は瓶詰め前に完了させ、人工的に炭酸を注入することで微発泡にしていることが一般的である。

## 歴史

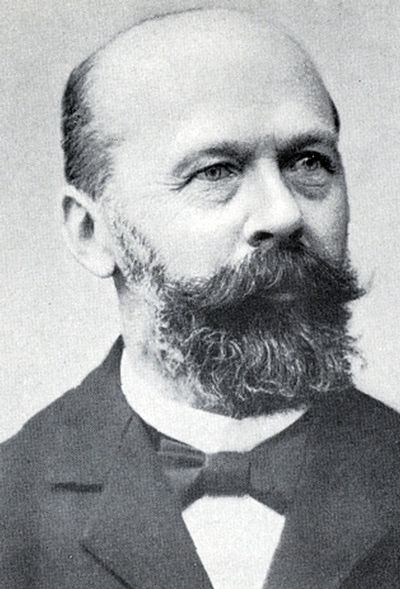
スイスの醸造家ヘルマン・ミュラー。細菌によりワイン中の酸が減少しうることを最初に理論化した人物の一人である。

マロラクティック発酵はおそらくはワイン造りの黎明期から存在してきたが、科学的にマロラクティック発酵の利点が理解され意図的に行われるようになったのは比較的最近のことである。何世紀にもわたってワイン生産者は収穫後にやってくる暖かい春にワインを樽熟成させることで起きる「何か」に気付いていた。その現象は最初に行われるアルコール発酵と同様、炭酸ガスを発生し、ワインに対して大きな変化を与えるが、ときには悪影響となるようであった。これをドイツの醸造家フライヘル・フォン・バボは1837年に「第2の発酵」と呼び、ワインが濁る原因であると指摘した。バボはワイン生産者にこの現象の兆候がみられたらすぐに対応することを推奨したが、そのためにはワインを安定化するために新しい樽に保管することおよび二酸化硫黄を添加すること、その後も同様の対応を繰り返すことが行われた。
1866年、近代細菌学の開祖のひとりルイ・パスツールは初めてワインから細菌を分離し、それら全てがワインの劣化の原因になることを突き止めた。パスツールは乳酸菌によりワインの酸味が減少することは把握していたが、それを細菌がリンゴ酸を消費したためであるとは気づかず、単に酒石酸塩が沈殿したためと推測していた。1891年にはスイスの醸造家であるヘルマン・ミュラーが細菌が酸味の減少の原因であるという予測を打ち立てた。同僚の力も借りながら、1913年にはミュラーはこの生物学的脱酸の理論をワインに存在する細菌であるBacterium gracileによるものと証明した。1930年、フランスの醸造家ジャン・リベロ・ガイヨンはこの細菌による反応の利点を主張する論文を出版した。1950年代には酵素的分析法の発展に伴って、マロラクティック発酵の背後にある化学的プロセスをより正確に理解できるようになった。エミール・ペイノーによりさらに研究は進展し、やがて有用な乳酸菌が培養されてワイン造りに使えるようになった。

## ワイン醸造における役割

マロラクティック発酵の化学反応プロセスは、いわゆる発酵というよりは脱炭酸反応である。細菌がリンゴ酸を取り込み、乳酸に変換するにあたり二酸化炭素が脱離する。乳酸は細菌の細胞からワイン中に放出される。

マロラクティック発酵の最重要な役割は、ワインの酸度を下げることである。これはワインの官能的な側面にも影響を与え、口当たりが柔らかくなる、香りに複雑性を与える、といった効果がある。これらの理由から今日では世界中の赤ワインのほぼ全てでマロラクティック発酵がなされており、多くのスパークリングワインおよび白ワインのうちの20%ほどにも採用されている。
マロラクティック発酵で酸度が下がるのは、二価の酸でありきつい酸味を持つリンゴ酸が、一価の酸でより柔和な乳酸に変換されるためである。リンゴ酸と乳酸の化学的構造の差異により、ワインの滴定酸度（TA）は1～3 g/l 低下し、pHは0.3上昇する。リンゴ酸は生育中のブドウのなかに常に存在するが、ブドウが色づき始めるころに最多となり、熟すにつれて減少する。一般に、冷涼な気候で栽培されたブドウはリンゴ酸を豊富に含むため、マロラクティック発酵によるTAやpHの変化も大きくなる。
また、マロラクティック発酵により、ワインの微生物学的な安定性を向上させることができる。すなわち、ワインに悪影響を及ぼす微生物の生育に必要な栄養素を乳酸菌が消費してしまうのである。とはいえ、pHが上がることで若干不安定化する側面もあり、特にもともとpHが高めのワインに対しては影響も強い。マロラクティック発酵を行い酸度が下がったワインに対して、後から酸を添加し安定な状態を保てる程度までpHを下げるようなことも珍しくなく、この目的には酒石酸が用いられるのが普通である。

### 化学的影響
乳酸菌がリンゴ酸を乳酸に変換するのは、生育に必要なエネルギーを間接的に生み出せるからである。すなわち、細胞内と外側（ワイン）のpHの差を利用した化学浸透によりATPを合成する。この反応がどのように行われるかを説明するモデルでは以下のような説明がなされる。低pHのワインに多く含まれるL-リンゴ酸は負に帯電したモノアニオン性の形をとる。このアニオンを細菌がよりpHの高い細胞膜中に取り込むと、全体として負に帯電することになるため電位が発生する。リンゴ酸が脱炭酸されてL-乳酸になるとき、二酸化炭素と同時にプロトンも消費するため、pHに勾配が生まれATPを合成できる。
乳酸菌がL-リンゴ酸を変換する反応は、ワイン用ブドウで自然に起こりうる。市販されている添加物のリンゴ酸は、D+体とL-体の光学異性体の混合物である。

### 官能的影響

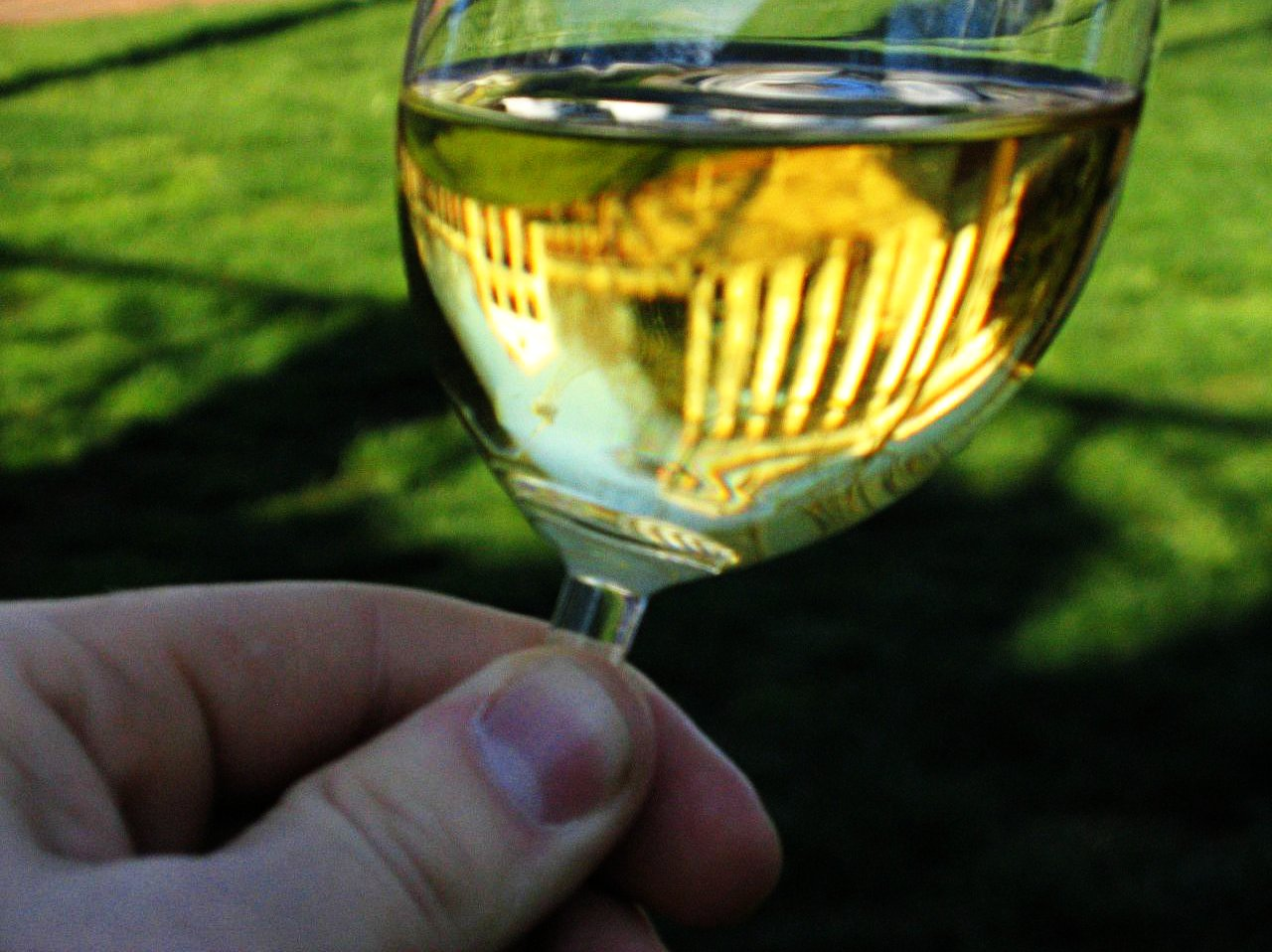
「バターのよう」と形容されるシャルドネの特徴はマロラクティック発酵に由来する。

多くの研究により、マロラクティック発酵を行ったワインでは感覚的な変化が発生することが明らかになっている。最もよくある表現としては、ワインの酸が「柔らかい」と感じられるようになるというものであり、これは「きつい」酸味を持つリンゴ酸がより柔和な乳酸に変換されたことに由来する。酸味の感覚は滴定酸度に対応しており、ワインの滴定酸度がマロラクティック発酵により下がるため、酸味が減少したと感じられるのである。
飲み口の変化はpHの変化による部分もあるが、それ以外にもポリオール、特にエリトリトールやグリセリンといった糖アルコールの生成も影響している。その他にも、乳酸エチルの存在量はマロラクティック発酵後では110mg/Lに達し、これが口当たりを向上させているとも考えられている。
ワインの香りに対する影響については、より複雑で予測が難しい。マロラクティック発酵に最も多用されるオエノコッカス・オエニであっても、異なる株であれば異なる香り成分が生成されうる。シャルドネにおいては、マロラクティック発酵を行うとヘーゼルナッツやドライフルーツと例えられる香りが生まれたり、あるいは焼きたてのパンのような香りになることもある。赤ワインにおいては、菌株によってはアミノ酸の一種メチオニンを代謝しプロピオン酸誘導体を発生させるが、これはローストやチョコレートの香りを生むことが多い。マロラクティック発酵を樽で行った赤ワインはスパイスや燻製の香りが高まることもある。
しかし、マロラクティック発酵により本来のフルーティーな香りが減少しうることも示されており、例えばピノ・ノワールではラズベリーやイチゴの香りが失われることもある。pHが変化するとワインの色の安定性に大きな役割を果たすアントシアニンの化学平衡が移動するため、色が薄くなる場合もある。

## 乳酸菌

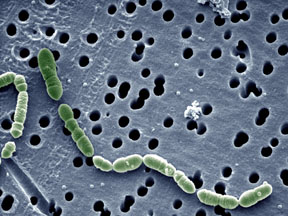
オエノコッカス・オエニ

ワイン造りに関わる乳酸菌は、ワインに与える影響が良いものであれ悪いものであれ、全てが糖ないしはリンゴ酸を代謝して乳酸を産生する能力を持つ。ワイン中に含まれる糖（ブドウ糖と果糖、および微量に含まれ酵母による発酵によって消費されないペントース）のうちどれを代謝するかは菌種によって異なる。いくつかの種は糖を用いてホモ型発酵、すなわち主たる最終生成物（ここでは乳酸）だけが作られる発酵を行う。リンゴ酸から発酵により変換されてできる乳酸の異性体はL体のみであるが、糖を用いたホモ型発酵ないしはヘテロ型発酵ではD体・L体の両方が作られ、このDL体の乳酸はわずかにワインの風味に影響を与えるとされている。
マロラクティック発酵をアルコール発酵と並行して行わない場合では、アルコール発酵を行った直後のワインでは酵母が優越しているため、乳酸菌は10～100個/mL程度しか含まれない。その後、温度が上昇するなど乳酸菌が増殖しやすい条件となり、個体数が100万個/mLに達するとマロラクティック発酵が開始する。例えば、秋の収穫・醸造後は気温が低く乳酸菌が活動しないが、春になるとワインの温度も上がりマロラクティック発酵が開始する。
オエノコッカス・オエニは乳酸菌のなかでもマロラクティック発酵を完了するためには最適であると目されることが多いが、実際は様々な乳酸菌が関わっており、ムストのなかでどの菌種が多数を占めているかは発酵の過程にともない変遷する。優勢種を決める要因としては、発酵温度、栄養素、二酸化硫黄の有無、酵母や他の細菌との関係、pH、アルコール度数などがある。例えばラクトバシラス属はオエノコッカス・オエニよりもpHが高い環境を好み、高いアルコール度数にも耐えられる。もちろん最初にどの菌種を植え付けるかも関係し、例えば自然発酵か培養されたオエノコッカス・オエニを用いるかで差が生じる。

### オエノコッカス属

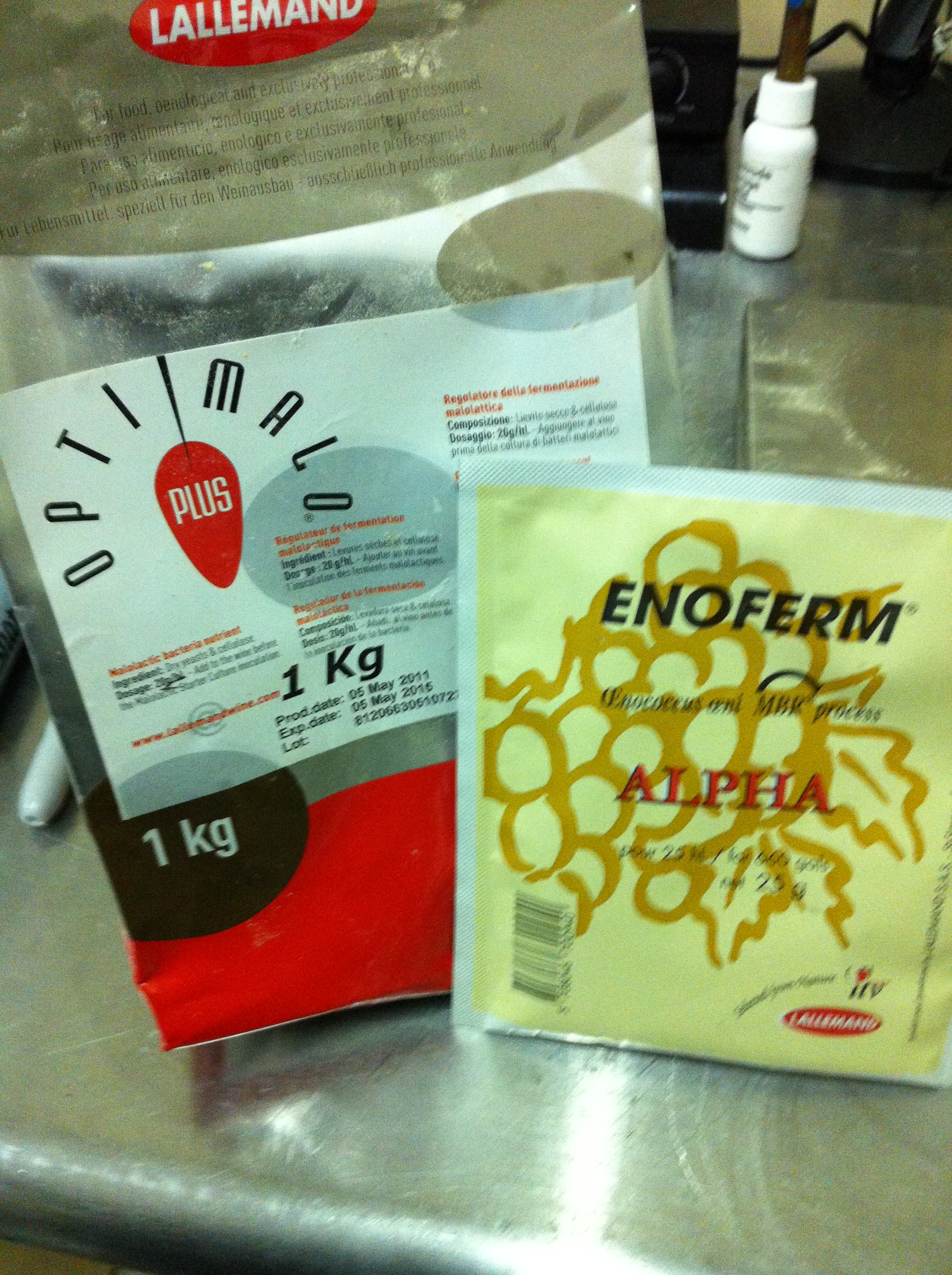
培養されたオエノコッカス・オエニの種菌と、マロラクティック発酵用の栄養添加剤

オエノコッカス属はワイン醸造で多用されるオエノコッカス・オエニを含むが、この種はかつてロイコノストック・オエニと呼ばれていた。オエノコッカスという名前は球菌（coccus）を意味するが、顕微鏡観察時の形状は棒状の桿菌である。グラム陽性であり、通性嫌気性菌であるため酸素呼吸も可能であるが通常は発酵からエネルギーを得ている。オエノコッカス・オエニは複数の最終生成物があるヘテロ発酵を行う。すなわち、グルコースを消費しD-乳酸を生成するほか、二酸化炭素およびおおよそ同量のエタノールないしはアセテートが生成される。還元的な環境下（アルコール発酵がほぼ完了した状態など）では第3の生成物はエタノールであることが多く、わずかに酸化的であるとき（アルコール発酵初期や、密閉せずに発酵を行ったときなど）はアセテートが生成されるのが一般的である。
オエノコッカス・オエニのなかにはフルクトースを消費してマンニトール（ワインの劣化を引き起こすことで知られる）を生成する株もあるが、ほとんどはアミノ酸の一種であるアルギニンを分解しアンモニアに変える。アルギニンはワインを澱を残したまま熟成させた際に死んだ酵母の細胞の自己融解により生じることがある物質である。また、ほとんどの株ではヘキソース、グルコース、フルクトースに加え、L-アラビノースやリボースなどの酵母による発酵後に残ったペントースも消費する。スクロースは補糖の際に加えられる糖であり、酵母によってグルコースとフルクトースに分解されるが、スクロースそのものを用いることのできるオエノコッカス・オエニの菌株は45%程度にとどまる。
いくつかの理由により、醸造家はマロラクティック発酵にオエノコッカス・オエニを用いることを好む。第1に、ワイン醸造に使われる主要な酵母である出芽酵母（Saccharomyces cerevisiae）と共存できる点が挙げられる。多くの場合酵母は栄養分を独占することで他の菌を圧倒してしまい、結果的にマロラクティック発酵の開始が遅くなるが、オエノコッカス・オエニを用いるとアルコール発酵と並行してマロラクティック発酵を行うことができる。また、オエノコッカス・オエニの菌株はほとんどがワインの低pHに耐性があり、アルコール発酵後の通常のワインが達するアルコール度数にも十分耐えうる。加えて、二酸化硫黄濃度が0.8mg/L（pHにもよるが、遊離亜硫酸濃度で35~50ppm程度）とすると細菌の生育を抑えられることが知られているが、オエノコッカス・オエニは他の乳酸菌と比べてやや耐性が強い。ワイン醸造に用いられる乳酸菌の中では生体アミンの生成量が最も少なく乳酸菌の生成は極めて多いという特徴も好適である。
現在では冷凍やフリーズドライのオエノコッカス・オエニが市販されている。

### ラクトバシラス属

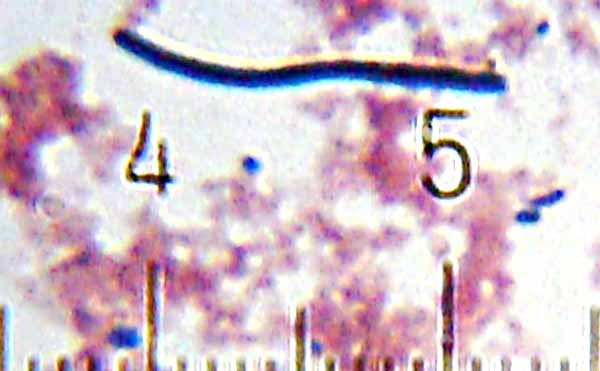
ヨーグルトから分離されたラクトバシラス属の細菌

ラクトバシラス属には菌株によってホモ発酵とヘテロ発酵を行うものの両方がある。ワイン醸造に関係するラクトバシラス属の乳酸菌は全てグラム陽性かつ微好気性であり、酸化的な環境から自分を守るための酵素であるカタラーゼを欠いているものがほとんどである。ワインやムストから単離されたラクトバシラス属の種としては、世界的に見てL. brevis、L. buchneri、L. casei、L. curvatus、L. delbrueckii subsp. lactis、L. diolivorans、L. fermentum、L. fructivorans、L. hilgardii、L. jensenii、L. kunkeei、L. leichmannii、L. nagelii、L. paracasei、L. plantarum、L. yamanashiensisが挙げられる。
ほとんどのラクトバシラス属の種はワイン醸造において望ましくない。これは、揮発酸、異臭、濁り、ガス、ボトルに溜まる澱を大量に発生させることがあるからであり、とりわけフィルターを通していない場合に顕著である。ときには過剰な量の乳酸が生成されることもあり、その場合はワインの香りやその他官能的な特性に悪影響を及ぼす。菌種によっては発酵の遅延や停止を引き起こすこともあり、そのような種は“凶暴（ferocious）”とまで言われる。L. fructivoransなどの種では綿状の菌糸体をワインの表面に形成するが、これは発見されたワイン生産地の名を取って「フレズノのカビ（Fresno mold）」と呼ばれている。

### ペディオコッカス属

アクロレインはワインの劣化を引き起こす物質としては一般的であるが、不適切なペディオコッカス属の乳酸菌が混入することが原因のひとつである。アクロレインは様々なフェノール類と反応し、苦みのある化合物になる。

これまでのところ、ワインやムストから単離されたペディオコッカス属はP. inopinatus、P. pentosaceus、P. parvulus、P. damnosusの4種であり、後ろの2つは極めて一般的にワイン中に存在する。ペディオコッカス属は全てがグラム陽性であり、一部の微好気性のものを除きほとんどが好気性菌である。顕微鏡では、対または四分子に見えることが多く、同定が容易である。発酵はホモ型であり、解糖系によりグルコースを消費して乳酸のL体とD体の混合物であるラセミ体を生成する。もっとも、P. pentosaceusなどの一部の菌種では、グルコースが存在しない場合はグリセロールを代謝しピルビン酸を生成する。ピルビン酸は最終的にジアセチル、アセテート、2,3-ブタンジオールなどの物質に変わるが、これらはワインに悪影響を及ぼす可能性がある。
多くのペディオコッカス属はワイン醸造において望ましくない。これは、ジアセチルの生成量が多すぎることに加え、生体アミンがワイン中に増加するためである。なお、生体アミンは赤ワインを飲んだ際の頭痛の一因であるとも推測されている。さらに、異臭の原因となったり、アクロレインにより苦みが発生するなどの劣化を引き起こすこともある。アクロレインはグリセロールの分解により発生するが、これがフェノール類と反応することで苦みのある成分が生じるのである。
P. parvulusはワイン中に見つかっている乳酸菌のなかで、唯一マロラクティック発酵を完了できず、リンゴ酸がワイン中に残存した状態になる。とはいえワインの香りには影響を与え、醸造家が「台無しになるというほどではない」と表現する程度の欠陥が生じる。別の研究では、マロラクティック発酵が完了し、かつ特に異臭や劣化は起きていないワインからP. parvulusが単離された。

### 栄養要求性

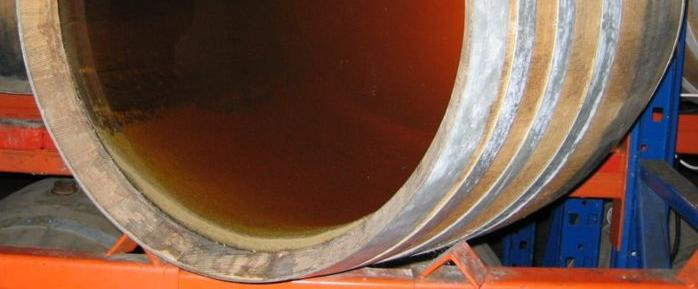
酵母は死ぬと樽やタンクの底に沈み、澱となることがこの写真から見て取れる。自己融解した酵母の細胞は乳酸菌にとっての栄養になる。

乳酸菌には選好性がある。これは、要求される栄養素をすべて自ら作り出すことができないということである。乳酸菌が増殖し、マロラクティック発酵が完了するためには、醸造中のワインがこの栄養要求をみたしていなければならない。酵母と同様、乳酸菌はエネルギー代謝のために炭素源（糖やリンゴ酸）を、タンパク質の合成のために窒素源（アミノ酸やプリン体）を、そして酵素や細胞の諸器官の合成を補助するために様々なビタミン（ナイアシン、リボフラビン、チアミンなど）やミネラルを必要とする。
これらの栄養素はムストそのものに含まれている場合が多いが、乳酸菌を接種してマロラクティック発酵とアルコール発酵を同時に行う場合、酵母が栄養素を独占して乳酸菌を打ち負かしてしまうリスクがある。発酵が終わるまでに元々の栄養素はほとんど消費しつくされてしまうが、死んだ酵母（澱）が溶菌することでアミノ酸などの栄養素が供給される。なおかつ、糖分をすべてアルコール発酵させる辛口ワインであっても、アラビノース、リボース、キシロースといった五炭糖は残存しているため、乳酸菌はこれを利用することができる。ただし、このときの乳酸菌はワインに対し好影響を与えるものだけではなく、悪影響が出ることもある。酵母と同様、培養された乳酸菌を用いる場合は栄養要求性が厳しいことも多く、その場合は専用の栄養素を補充する必要がある。ただし、窒素源としてリン酸二アンモニウムを利用できない点は酵母とは異なる。
フリーズドライの培養乳酸菌の有用性が進歩し、様々な栄養素を補充する技術が導入される以前にワイン醸造に使われていた乳酸菌は、研究室で斜面培養によって選抜された菌株であった。1960年代、醸造家はリンゴジュースやトマトジュースを含む培地を用いることで容易に種菌を入手できることに気が付いた。このトマトジュースに含まれていた成分はパントテン酸であり、これが細菌の生育のために重要なのであった。
酵母と同様、乳酸菌にとっても酸素は必要であるとみなされるが、これはオエノコッカス・オエニのような微好気性菌にのみあてはまり、かつ必要量は極めて少ない。現時点では完全に嫌気的な環境よりも好気的な環境の方がマロラクティック発酵が進みやすいことを示す証拠は無く、実際に酸素が供給過剰になるとアセトバクタ―などの別の微生物に適した環境になってしまうため乳酸菌の生育が遅れることが分かっている。

### 野生の乳酸菌

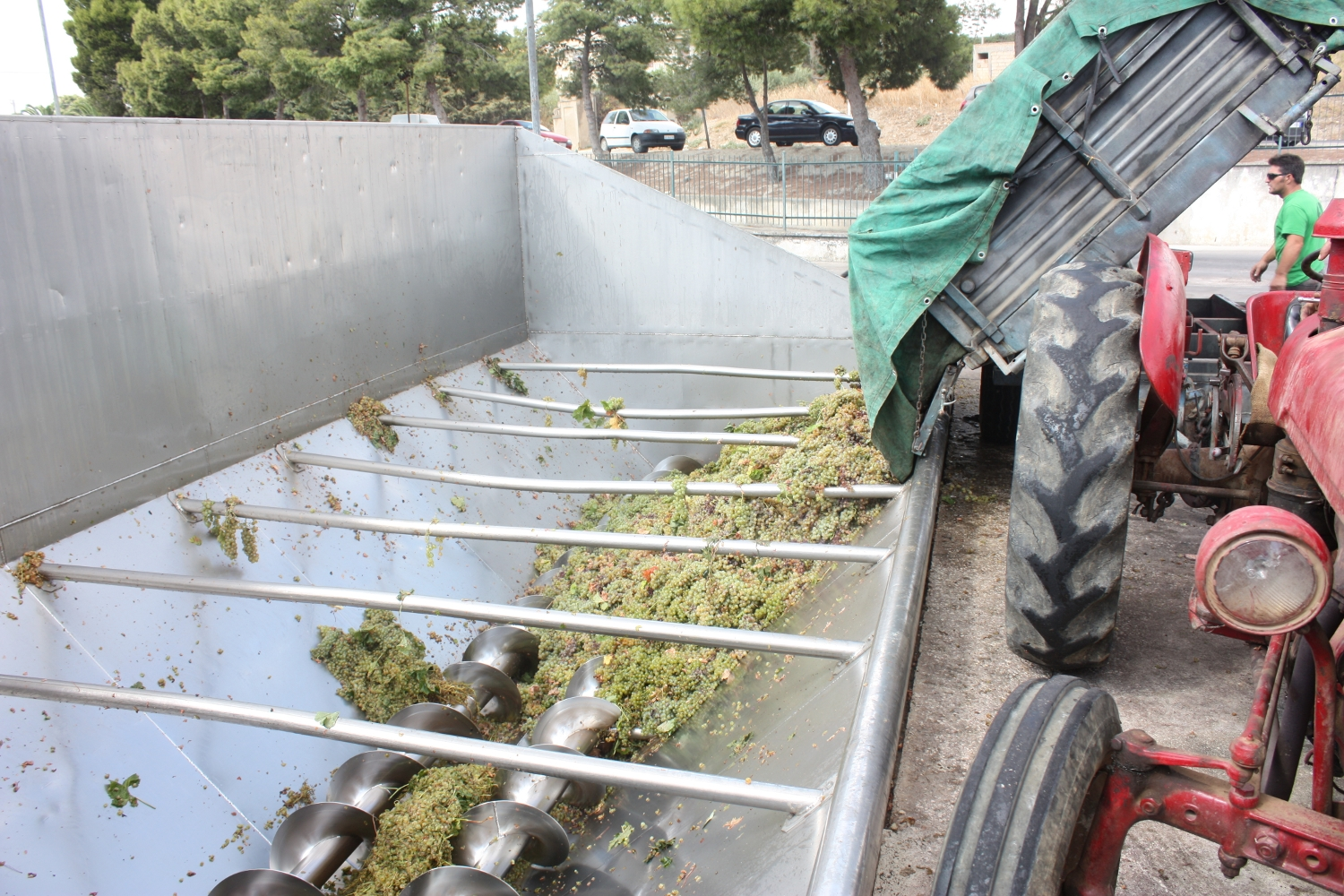
ワイン醸造の過程において、ブドウ畑やワイナリーに生息する乳酸菌がワイン中に導入される機会は多く存在する。

オエノコッカス・オエニはマロラクティック発酵を乳酸菌として好適であると多くの生産者が考えているが、これはブドウ畑にも生息しうる。ただし、極めて少数しか見つからないことも多い。カビが生えたり傷がついたブドウには多様な細菌叢が発達しうるが、乳酸菌は収穫後の健全なブドウに付着していることが多く、菌種としてはラクトバシラス属やペディオコッカス属が一般的である。微生物学者による研究によれば、破砕後のブドウには103コロニー形成単位の細菌が存在し、オエノコッカス・オエニのほかP. damnosus、L. casei、L. hilgardii、L. plantarumが含まれている。あらかじめムストに二酸化硫黄を加えることでこれらの野生乳酸菌を殺さない限り、発酵初期段階において細菌叢は野生酵母を含む他の微生物に優越する。
ワイナリーにおいては、野生の乳酸菌がワインと接触する箇所が複数存在する。例えばオーク樽、ポンプ、ホース、瓶詰のラインなどである。フルーティな白ワインなどのマロラクティック発酵を起こしたくないワインの場合、醸造設備の衛生管理が適切でないと意図しないマロラクティック発酵を発生させワインの劣化につながる。オーク樽の場合、完全に殺菌することは不可能に近いため、ワイナリーによってはマロラクティック発酵を行うワインを貯蔵した樽には目印を付け、それ以外の樽や新しい樽などマロラクティック発酵を行わないワインに用いるためのものとは区別できるようにしている場合もある。

### 酵母
分裂酵母の中にはL-リンゴ酸を消費するものもあり、通常の乳酸菌を用いるマロラクティック発酵に替えて分裂酵母を用いて酸度を減らせないか試みている醸造家も存在する。しかしSchizosaccharomyces pombeを用いた初期の研究では、ワインに異臭など好ましくない影響が生じやすいという、酵母がもつ傾向が見られた。近年では、Schizosaccharomyces malidevoransの変異株を用いた実験で、ワインの欠陥や異臭を大幅に低減できるという結果がある。
遺伝子組み換え技術により乳酸菌の遺伝子を酵母に導入することで、アルコール発酵と同時にマロラクティック発酵を行う技術が開発されており、2011年時点でアメリカ合衆国、カナダ、南アフリカ共和国ですでに承認されている。これによりマロラクティック発酵で生じる問題点の大部分を回避できるが、消費者の抵抗感は大きい。

## 乳酸菌植え付けのタイミング

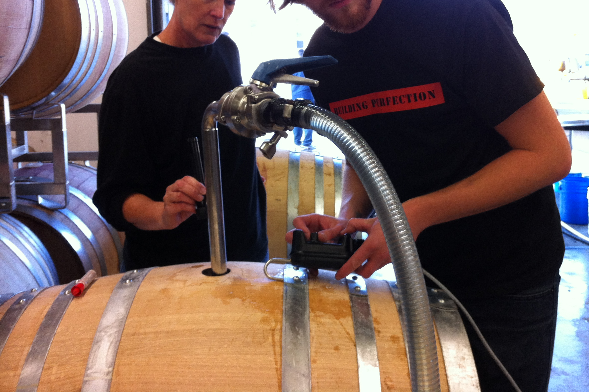
醸造家によっては乳酸菌の植え付けを澱引きを行い樽に移したのちに行う。樽に移し替える前にマロラクティック発酵が始まっているとすると、それは接種とは無関係に自然に存在する乳酸菌により始まった発酵である。

ムストに乳酸菌をいつ植え付けるかにはいくつか選択肢がある。酵母と同時に接種することでアルコール発酵とマロラクティック発酵が同時に起こるようにすることもあれば、アルコール発酵が終わるのを待ち、澱引きと樽への移し替えを行った後に接種することもある。あるいはこの二つの間のどこかで行う場合もある。いわゆる“自然派”の作り手は培養乳酸菌を用いないが、その場合はワイナリーに生息する菌種や他の菌との優劣などの要因によりマロラクティック発酵はいつでも起きうるものである。どのような醸造法にも利点と欠点がある。
アルコール発酵と同時にマロラクティック発酵を行う利点としては、以下のようなことが挙げられる。
- ムスト中の栄養分が多い（ただし酵母が優越しうる）
- 二酸化硫黄やエタノールの濃度が低いため、乳酸菌が生存しやすい
- 液温が高い方が乳酸菌の生育と早期のマロラクティック発酵の完了につながる。マロラクティック発酵の適温は20～37℃であり、15℃を下回ると急激に進みにくくなる。ワインが冬の間に樽でセラーに貯蔵されているときは、気温が低いために発酵期間が極めて長くなることがある。
- 早期にマロラクティック発酵を終えてしまえば、それだけ早い段階で二酸化硫黄の添加が可能である。これにより、アセトバクタ―などの有害菌からワインを守ることができる。二酸化硫黄はマロラクティック発酵も阻害するため、乳酸菌の接種をアルコール発酵後に行う場合はマロラクティック発酵が起こるのに十分な暖かさになる早春まで二酸化硫黄の添加ができない。
- ジアセチルの生成量が少ない[3]。

欠点としては以下が挙げられる。
- グルコースなどの栄養素を酵母と競合することになり、他の微生物とも拮抗しうる。
- オエノコッカス・オエニのようなヘテロ型発酵菌の場合、ムスト中に残存するグルコースを消費し、酢酸のような望ましくない副生成物を生成しうる。

アルコール発酵後にマロラクティック発酵を行うことで、これらの問題の大部分は解決できる。特に他の菌種が拮抗すること、および副生成物による劣化に対しては効果が高い。死んだ酵母の細胞が溶菌するために澱から栄養素を得ることができるのも利点の一つではあるが、マロラクティック発酵を完全に完了させるのに十分であるとは限らない。また、早期のマロラクティック発酵による利点（上で挙げた高い温度、発酵の早期完了など）が得られないことは欠点であるといえる。

## マロラクティック発酵の防止

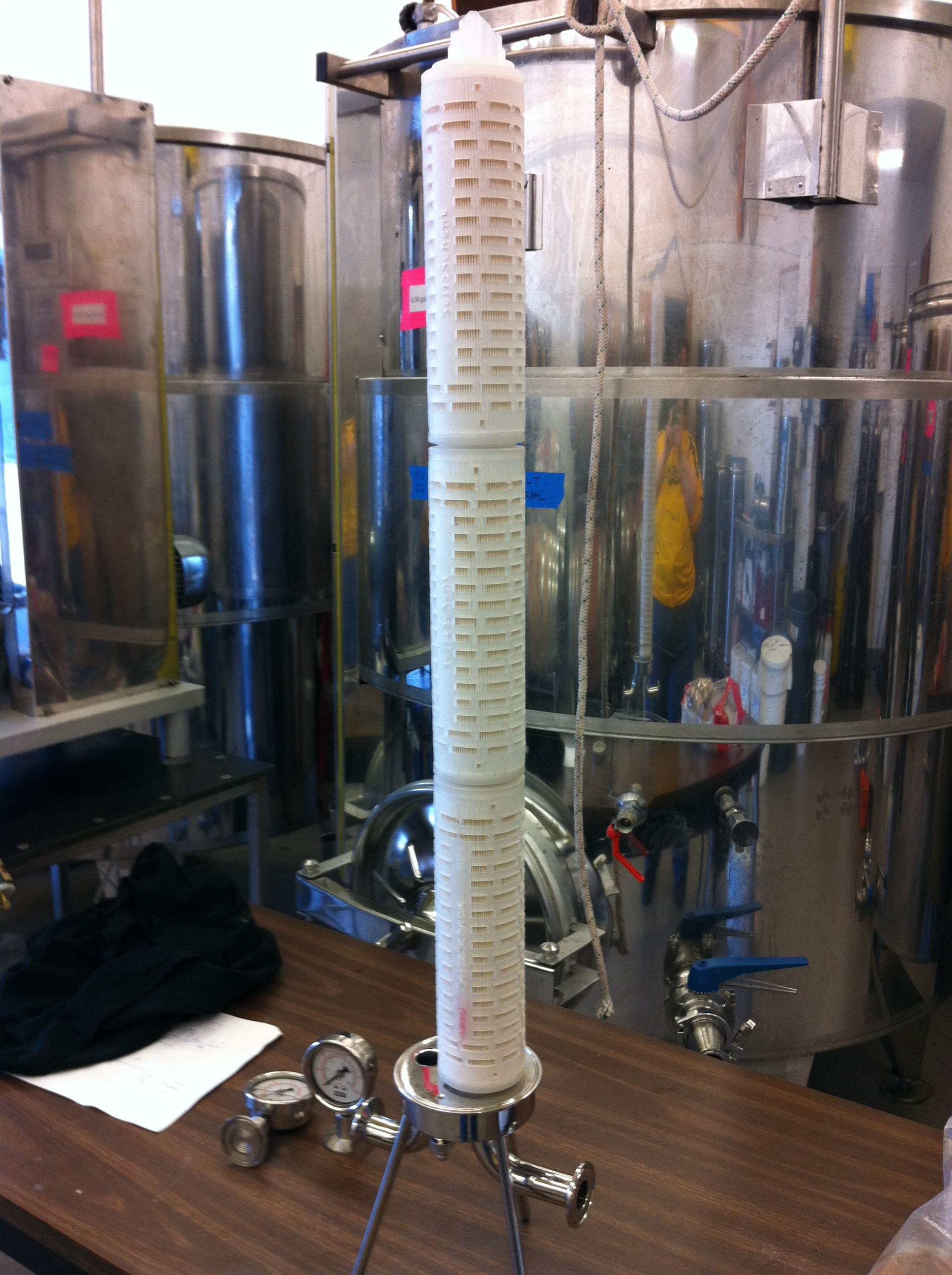
マロラクティック発酵を起こしたくないワインに対しては、0.45μmのメンブレンフィルターを用いた無菌充填が採用されることがある。画像はケースを外したフィルターである。

軽くフルーティーなワインや、温暖な地域の酸度の低いワインなど、ワインのスタイルによってはマロラクティック発酵は望ましくない。マロラクティック発酵を防ぐ手段としては、以下のような例がある。
- マセラシオンを控え、圧搾を早め、澱引きを早い段階で行うこと。乳酸菌が栄養分と接触できる時間が減少する。
- 遊離二酸化硫黄濃度を最低でも25ppmに保つ。ワインのpHにもよるが、おおよそ50～100mg/Lの二酸化硫黄を添加する必要がある。
- PHを3.3以下に保つ。
- 10～14℃の低温に保つ。
- 瓶詰の際に、0.45μm以下のメンブレンフィルターで濾過する。これにより、瓶内に細菌が入り込むことを防げる。

さらに、リゾチーム、ナイシン、二炭酸ジメチル（ベルコリン）、フマル酸といった化学的・生物学的阻害剤を用いる選択肢もある。ただし、ベルコリンのようにアメリカ合衆国では認可されているが他国では使用が認められていないものもある。ベントナイトのような清澄剤の使用や、ワインを低温安定化させることでも、乳酸菌にとっての栄養素を除去しマロラクティック発酵を防止できる。バクテリオファージ（細菌に感染するウイルス）を用いてマロラクティック発酵を防止するような研究もあるが、同様の研究がチーズ産業で思わしい結果にならなかったことから、実用化に対しては懐疑的な意見もある。

## リンゴ酸濃度の測定

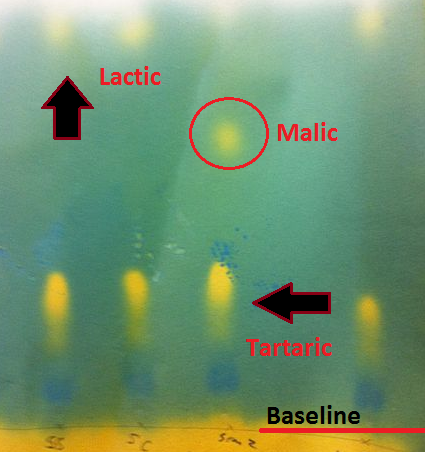
ペーパークロマトグラフィーによる測定の例。左から3番目のワインにはリンゴ酸（Malic acid）が残存しているが、その他は完全にマロラクティック発酵が完了していることが分かる。

マロラクティック発酵の進み具合は、ペーパークロマトグラフィーないしは分光光度計を用いることで判断できる。ペーパークロマトグラフィー法は、キャピラリーにより少量のワインをサンプルとして濾紙に落とすことで行う。この濾紙をブロモクレゾールグリーンという発色試薬を含むブタノール溶液で満たした容器に入れて数時間待ち、取り出し後乾燥させると、黄色いスポット（斑点）が現れる。その基準線からの距離から様々な酸が同定できる。酒石酸が最も基準線に近く、次いでクエン酸、リンゴ酸という順に並び、乳酸は最も遠い濾紙の端に近い位置にくる。
ペーパークロマトグラフィー法の重要な限界としては、ワイン中に残存するリンゴ酸の量までは測定できないということである。スポットの大きさも試料中の量とは相関が無い。加えて、検出感度も問題になることがある。ペーパークロマトグラフィー法の検出しきい値は100～200mg/Lであるが、マロラクティック発酵に対する安定性を論じる際のターゲットとなる濃度は30mg/L以下であり、より低い。
酵素を用いた手法はリンゴ酸・乳酸の両方に対し定量的な分析が可能であるが、高価な試薬と334nm、340nm、365nmの吸収測定が可能な分光光度計が必要である。

## 副生成物
マロラクティック発酵で生成される主要な化合物としては、乳酸のほかにジアセチル、酢酸、アセトイン、エステル類が存在する。生成される化合物とその量はマロラクティック発酵に使われる乳酸菌の種と菌株に依存するほか、pH、栄養分、酸素量といったワインの状態も関係する。
オエノコッカス・オエニは菌株によっては高級アルコールを合成できるが、これはワインにフルーティーな香りをもたらす。加えてβ-グルコシダーゼを持つものもあり、糖分子のグリコシド結合を分解することで香り成分を生成する。糖が脱離したときの残りは揮発性になるので、ワインの香りとして感知しうる。
21世紀初頭、オエノコッカス・オエニのなかでアセトアルデヒドを利用しエタノールや酢酸に分解する菌株が発見された。アセトアルデヒドの過剰を改善するのに活用できる可能性があるが、赤ワインに対してはワインの色を不安定化してしまう懸念もある。アセトアルデヒドがアントシアニンと反応することで生成する高分子色素がワインの色に関係するが、この反応を妨げてしまうからである。

### ジアセチル

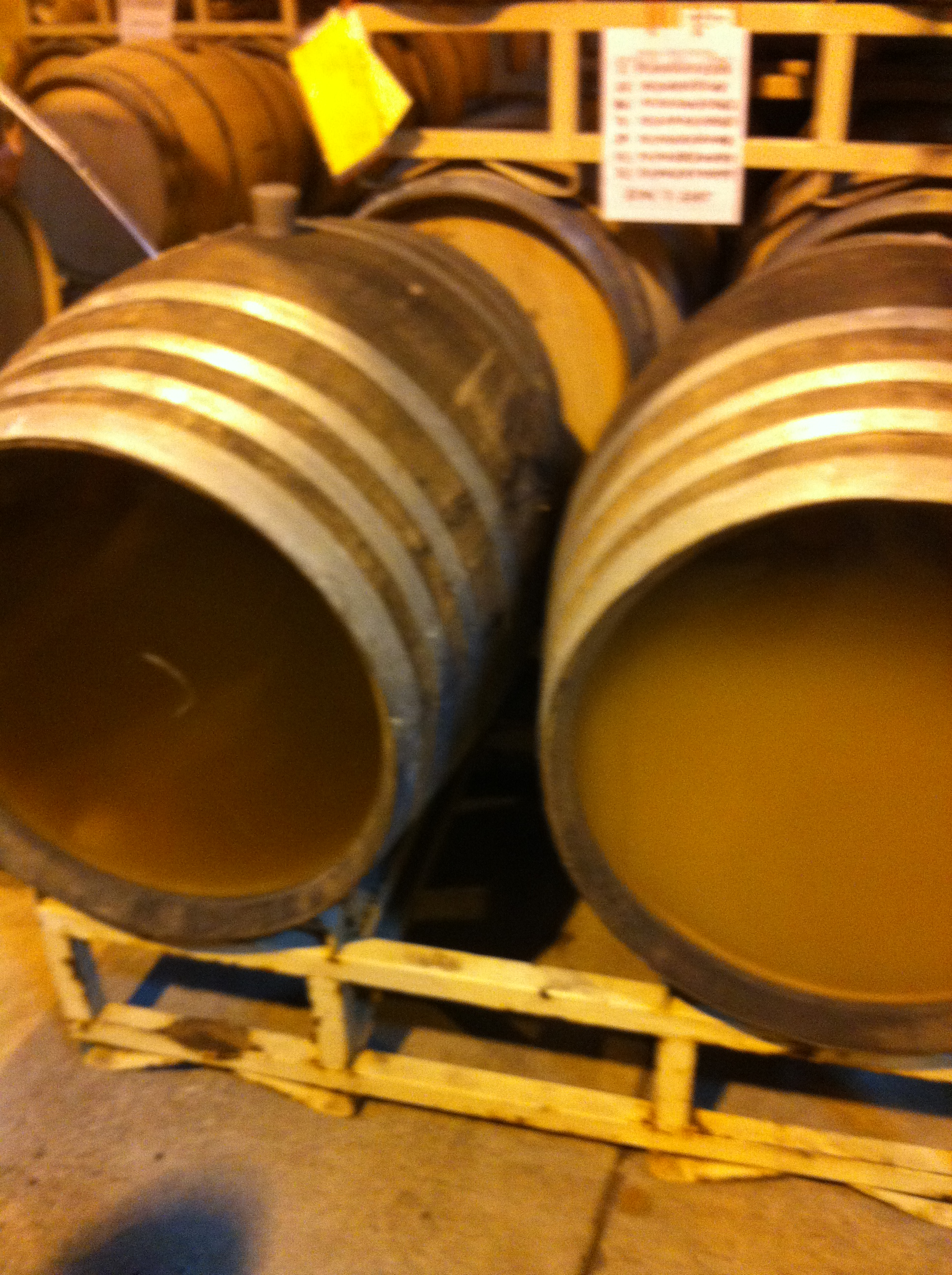
ワインを澱とともに樽熟成させるシュール・リー製法により、ジアセチルの生成を促進することができる。左の樽はバトナージュ（仏：bâtonage）と呼ばれる攪拌を行っている最中である。

ジアセチル（2,3-ブタンジオン）はシャルドネの「バターのような」香りの原因となる化合物として知られているが、マロラクティック発酵を経ているワイン全てに影響を与えている。嗅覚で検知できるしきい値は白ワインで0.2 mg/L、赤ワインで2.8 mg/Lであり、この程度の濃度ではかすかなバターやナッツのような香りと受け止められる。5～7 mg/L (5～7 ppm)以上の濃度になるとワインの他の香りよりも圧倒的に強く感じられ、ワインにとっては悪影響となる。
乳酸菌が糖やクエン酸を代謝することでジアセチルが生成される。クエン酸はブドウ中にも元々存在するが極めて少量しか含まれないので、ほとんどの量は醸造時に意図的に添加することでまかなわれる。リンゴ酸とクエン酸がともに存在するときは両方を乳酸菌は代謝するが、リンゴ酸のほうがはるかに早く消費される。クエン酸の消費量に対してどの程度ジアセチルが生成するかは菌株による（例えば、オエノコッカス・オエニの多くの菌株ではラクトバシラス属やペディオコッカス属よりもジアセチルの生成量は少ない）ほか、ワインの酸化還元電位にも依存する。酸化還元電位が低い、すなわち樽が隙間なく充填されていないなどの理由で酸化的な環境になっている場合はクエン酸が消費されやすく、ジアセチルの生成も増える。アルコール発酵中で酵母の数がピークに達していてワイン中に二酸化炭素が高濃度に飽和しているときのような、酸化還元電位が高い場合は、ジアセチルの生成は極めて遅くなる。酵母はジアセチルを分解しアセトインやブチレングリコールに替えるため、ジアセチル濃度を低く保つ働きがある。
ジアセチルの生成には18～25℃の温かい環境下での発酵が好ましい。また、pHが低いとき（3.5以下）に生成量が増加する傾向があるが、3.2を切ると多くの乳酸菌の活動が妨げられてしまうことが一般的である。菌を植え付けず野生の乳酸菌でマロラクティック発酵を行った場合は、培養菌を用いたときよりもジアセチルが多く生じることがあるが、これは培養菌を用いる場合は初期の接種量は通常1ml当たり106コロニー形成単位であり、誘導期において菌の細胞数が少ないからである。アルコール発酵後にマロラクティック発酵を行うときもジアセチルの生成量は多くなることが多い。シャルドネからワインを造る場合はバターのような香りをつけるために高いジアセチル濃度に仕立てることが多いため、アルコール発酵後の樽での発酵を遅らせたり野生の乳酸菌を用いることがある。このシュール・リー製法によりワインは還元的な環境下で澱に数週間から長くて数か月接触することになり、ジアセチルが生成する。ただし、シュール・リー製法では実際はジアセチルは減少するという研究結果もある。これは生き残った酵母がジアセチルを代謝するためであり、それを踏まえるのであればマロラクティック発酵は澱を取り除いてから行うのが望ましいといえる。
ワインに過剰な量のジアセチルが存在しているときは二酸化硫黄が加えられることがある。二酸化硫黄がジアセチル分子と結合することで、ジアセチルの30～60%が感知できなくなる。この結合は可逆的であり、瓶内やタンク内でわずか数週間が経過しただけでジアセチル濃度は元の高い状態に戻ってしまう。二酸化硫黄をマロラクティック発酵の早い段階で添加すれば、乳酸菌の活動を抑えジアセチルの生成を止めることができる。もっとも、発酵全てが止まってしまうため、リンゴ酸が乳酸に変換されることもなくなってしまう。

## ワインの劣化

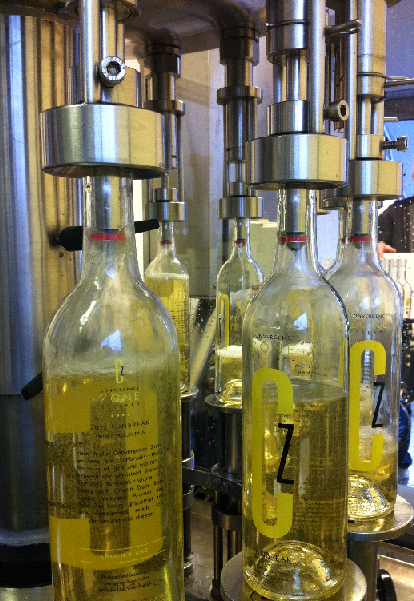
瓶内でのマロラクティック発酵を防止するために、ワイン醸造の過程を通して念入りな衛生管理が求められる。

マロラクティック発酵が関係する劣化現象のなかでも最も一般的なのは、意図しない状況でマロラクティック発酵が発生してしまうというものである。例えばリースリングのような酸味がありフルーティーなワインにおいて発生してしまう、あるいは既にマロラクティック発酵を終え瓶詰されているワインに瓶内で再度マロラクティック発酵が開始してしまう、といったケースが該当する。瓶内でマロラクティック発酵が起きた場合、炭酸ガスが多く濁ったワインになってしまうことがあり、そうなると消費者からは忌避される。ワイナリー内で、衛生管理を徹底し乳酸菌をコントロールすることで、このような劣化は抑制できる。
初期のヴィーニョ・ヴェルデにおいては、瓶内でのマロラクティック発酵に由来するわずかな発泡はこのワインの顕著な特性であるとみなされ、消費者もそれを選好していた。しかし、このマロラクティック発酵に由来する澱と濁りを隠すために不透明な瓶に詰めて売り出す必要があった。今日では、この手法を用いているヴィーニョ・ヴェルデの生産者はほぼおらず、代わりに瓶詰め前にマロラクティック発酵を完了しておき、瓶詰めの際に人工的に炭酸ガスを吹き込むことで微炭酸を実現している。
必ずしも劣化であるとはいえないが、マロラクティック発酵によりワイン中のタンパク質が不安定化することが起こりうる。これはワインのpHが変化することで、タンパク質の溶解度に影響を与えるためである。このため、清澄と熱安定性試験は通常マロラクティック発酵を完了させた後に行う。

### 揮発性酸
揮発性酸は通常は酢酸の量で計測されるが、官能的には酢酸（酢のような匂いがある）だけでなく酢酸エチル（除光液や模型用の接着剤のような匂い）の組み合わせが関係する。揮発性酸が多いと酵母の活動が阻害され、発酵の遅延や停止を招きかねない。乳酸菌以外にも、アセトバクター、ブレタノマイセス属、カンジダなどの産膜酵母といったいくつかの微生物が揮発性酸を生成する。乳酸菌は酢酸のみを生成するのが一般的であるが、それ以外は酢酸と酢酸エチルをともに生成することが多い。
多くのワイン生産国において、販売・消費されるワインには法的に揮発性酸の許容量の上限が存在する。アメリカ合衆国における法的な上限は、他国からの輸入ワインで0.9g/L、テーブルワインにおいては白ワインで1.4g/L、赤ワインで1.5g/L、デザートワインでは白ワインで1.7g/L、赤ワインで1.8g/Lである。EUの規定では、白のテーブルワインに対しては1.08g/L、赤では1.2g/Lが上限である。
オエノコッカス属やラクトバシラス属のうちヘテロ型発酵を行う菌種はグルコースの代謝を通して多量の酢酸を生成しうる。もっとも、オエノコッカス・オエニの場合、多くの菌株で生成量はわずか0.1～0.2g/Lである。ペディオコッカス属のなかにも別の反応経路で酢酸を生成する種がある。pHが3.5を超えるような高pHはラクトバシラス属やペディオコッカス属にとって好ましい環境であるため、そのような状況から発酵を始めると酢酸が過剰になるリスクが極めて大きい。L. Kunkeeiは“凶暴”と形容される乳酸菌であるが、これは3～5g/Lという容易に発酵が停止するほどの量の酢酸を産生する。

### “凶暴”なラクトバシラス属
20世紀後半、アメリカの醸造家は、問題なく発酵が進んでいるように見えるのに、突如として高濃度の酢酸が発生し酵母を打ち負かして発酵が止まってしまう現象に見舞われた。当初は新種のアセトバクタ―や酵母が原因であると疑われたが、最終的にはL. kunkeei、L. nagelii、L. hilgardiiといったラクトバシラス属の菌種が原因であると突き止められた。これらは旺盛な酢酸生成能と増殖の速さ、そして二酸化硫黄への耐性が高く他の微生物学的なコントロールも難しいことから、まとめて“凶暴（ferocious）”なラクトバシラス属と渾名される。
酵母の植え付けが始まる前の低温での浸漬中や、破砕時に二酸化硫黄をわずかしか、あるいはまったく加えられていないなどにより、pHが3.5を超えた状態で醸造が行われる場合は、この凶暴なラクトバシラスによる汚染のリスクが極めて高い。この汚染は畑ごとに発生していると思われるものの、現在のところでは収穫直後のブドウの果実の表面には原因となるようなラクトバシラス属が検出されてはいない。

### アクロレイン・マンニトール

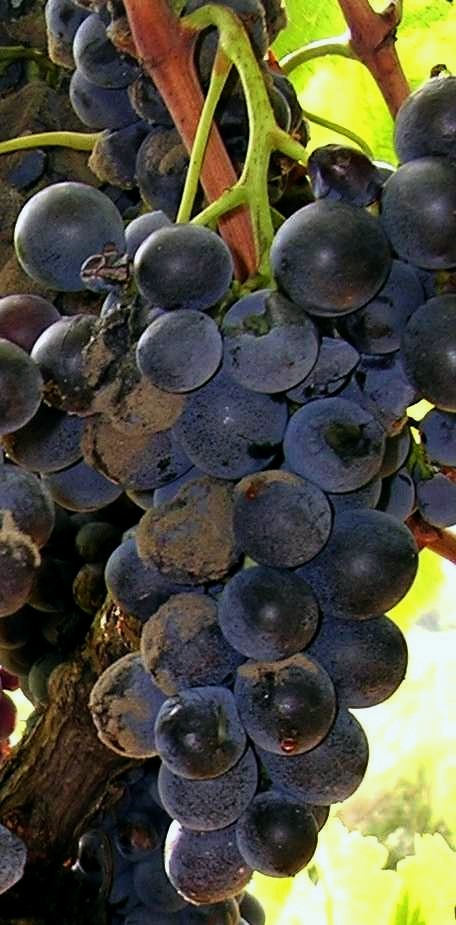
貴腐菌による灰色かび病の影響を受けたブドウではグリセリンの含有量が増加する。グリセリンは乳酸菌の代謝によりアクロレインに変化することがある。アクロレインはフェノール類と反応し苦味のある物質を生成するため、フェノール類の多い赤ワインにおいては特に苦味が発生しやすい。

乳酸菌によっては、グリセリンを分解しアクロレインを産生する。グリセリンは甘みのある糖アルコールの一種であり、すべてのワインに含まれるが、なかでも貴腐の影響を受けたワインでは高濃度になる。活性の高いアルデヒドであるアクロレインはワインに含まれるフェノール類と反応しうるが、そうするとワインは極めて苦味が強くなってしまう。この劣化についてはパスツールも研究を行っている。オエノコッカス・オエニのなかにもアクロラインを生成する菌株は存在するが、L. brevis, L. buchneriなどのラクトバシラス属やP. parvulusなどのペディオコッカス属が原因であることのほうが一般的である。アクロラインによる劣化は高い温度で醸造したときや、糖度が高いブドウを用いたときに起こりやすい。
ヘテロ型発酵を行うラクトバシラス属やオエノコッカス・オエニの野生株ではワインに含まれる主要な糖であるフルクトースを代謝し糖アルコールであるマンニトールや（やや稀ではあるが）エリトリトールを生成する。これらは甘みのある化合物であるため、カベルネ・ソーヴィニヨンからワインを造るときなど、望まない場合にもワインに甘みが付いてしまう可能性がある。マンニトールによる劣化は、酢酸、ジアセチル、乳酸、2-ブタノールなどの過剰といった他の劣化に伴って発生することも多く、そうすると酢やエステルのような匂いになってしまう。そのようなワインは表面がぬめぬめした光沢をもつこともある。

### “フレズノのカビ”と粘性
20世紀半ば、カリフォルニアのセントラルヴァレーで造られていた甘口の酒精強化ワインの中に、瓶内で綿状の菌糸のようなものが発生する現象が起きるようになった。酒精強化を行うことでワインのアルコール度数は20%を越えるため、ほとんどのワイン醸造に悪影響を与える微生物は生育できなくなるはずである。これは最初に発見された場所の名から「フレズノのカビ」と呼ばれるようになったが、実際の原因はL. fructivoransであることが同定され、殺菌および二酸化硫黄濃度を適切に保つことで対処できることが分かった。
ラクトバシラス属やペディオコッカス属のなかには、多糖類を合成することでワインにオイリーな粘性を与えるものもあり、特にP. damnosusとP. pentosaceusが知られている。ラクトバシラス属が生成する多糖類としてはグルカンが挙げられるが、これはグルコースから合成され、ワイン中の濃度は50～100mg/Lとワイン中に存在する糖の0.005～0.01%に過ぎないがワインをドライなものにしてしまう。粘性の増加は樽やタンクでも発生しうるが、多くは瓶詰め後の数か月間で発生する。pHが3.5以上であったり、二酸化硫黄濃度が低いときはこの劣化が発生するリスクが高い。
この劣化は、パスツールが“graisse”（フランス語で「獣脂」の意）、“les vins filant”（フランス語で「ねっとりとしたワイン」の意）と呼んだものであるが、アップルワインやシードルでも発生する。また、Streptococcus mucilaginous、Candida krusei、Acetobacter rancensといった菌が原因になることもある。

### ネズミ臭とゼラニウム臭
L. brevis、L. hilgardii、L. fermentumは齧歯類の糞を想起させるような匂いの原因になりうることで知られている。この匂いはワインを指の間でこするとより強く感じられ、飲んだ時には不快な余韻が長く続く。極めて明確に知覚される匂いであり、認識できる濃度のしきい値はわずか1.6ppbである。原因物質は、エタノールの酸化によって作られたアミノ酸の一種リシンから生じる誘導体である。この劣化を引き起こすのは、大多数の場合は望ましくない種の乳酸菌であるが、ブレタノマイセス属の酵母もリン酸アンモニウムとリシンの存在下では劣化の原因になることが知られている。
ソルビン酸塩は、自家醸造で甘口ワインを造る際にアルコール発酵を途中で止めるために用いる酵母の阻害剤として一般的である。多くの乳酸菌はソルビン酸塩から2-エトキシヘキサ-3,5-ジエンを合成するが、これはゼラニウムの葉を潰したときのような匂いがある。

### トゥルヌ
リンゴ酸やクエン酸と比べ、酒石酸は通常微生物学的に安定であると考えられている。しかし、L. brevisやL. plantarumなどの一部のラクトバシラス属は酒石酸を分解でき、ワインの酸度を3～50%減少させうる。フランスの生産者はこの現象を長く観察しており、トゥルヌ（tourne：茶色になる、の意）と呼んでいた。これは酒石酸の減少と同時に起こる別のプロセスによりワインの色が変化することに由来する。ラクトバシラス属が原因であることが多いが、カンジダなど一部の有害な産膜酵母も酒石酸を分解する。

### 健康への影響

カダベリンは生体アミンの一種である。一部の乳酸菌、特にラクトバシラス属とペディオコッカス属はこの物質を生成することがある。

カルバミン酸エチルの存在はワインの官能評価においては劣化とみなされないが、多くの国で発がん性が疑われており、規制の対象である。この化合物はアミノ酸の一種アルギニンの分解によって生じる。アルギニンはムストに元々含まれる他、死んだ酵母の細胞が自己融解したときにも放出される。酵母が吸収できる窒素源として尿素を添加することがカルバミン酸エチル生成の最も一般的な原因であったが、この手法は既に多くの国で違法化されている。また、オエノコッカス・オエニやL. buchneriはカルバモイルリン酸とシトルリンを生成するが、これはカルバミン酸エチルの前駆体である。L. hilgardiiは“凶暴な”ラクトバシラスの一種であるが、これもカルバミン酸エチル生成に寄与していると推定されている。アメリカ合衆国では酒類たばこ税貿易管理局によって努力目標値が定められており、テーブルワインでは15μg/L以下、デザートワインでは60μg/Lのカルバミン酸エチル濃度にするのが望ましい。
生体アミンは赤ワインによる頭痛の原因になりうることが示唆されている。ワイン中にはヒスタミン、カダベリン、フェネチルアミン、プトレシン、チラミンの全てが含まれる。これらのアミンはアミノ酸の分解によって生じるが、アミノ酸はムストに含まれるほかアルコール発酵後の死んだ酵母の細胞の分解によっても供給される。ほとんどの乳酸菌は生体アミンを生成しうる。オエノコッカス・オエニにも生成する菌株があるが、高濃度の生体アミンが生じる原因になるのはラクトバシラス属かペディオコッカス属であることがほとんどである。ヨーロッパではワイン中の生体アミン量が計測されるようになりつつあるが、アメリカ合衆国においては現時点では法的規制はない。